# Peter Frusetta
Peter Clay Frusetta (* 6. Juli 1932 in Tres Pinos, Kalifornien; † 26. Februar 2020) war ein US-amerikanischer Politiker. Er war sechs Jahre lang Abgeordneter in der California State Assembly.
Vor seinem Einstieg in die Politik war Frusetta hauptberuflich Rinderzüchter auf seiner Ranch in Tres Pinos. 1992 kandidierte der Republikaner erstmals für das kalifornische Abgeordnetenhaus, unterlag jedoch Rusty Areias, dem damals amtierenden Vertreter des 28. Wahldistrikts. Zwei Jahre später gelang Frusetta mit 0,4 Prozentpunkten Vorsprung ein knapper Sieg über die demokratische Kandidatin Lily Cervantes. Damit fiel ein lange Jahre demokratischer Bezirk wieder den Republikanern zu. Frusetta gelang es 1996 und 1998 wiedergewählt zu werden: 1996 setzte er sich wieder mit geringem Vorsprung gegen Cervantes durch (1,6 Prozentpunkte), 1998 gewann er deutlich gegen Alan Styles, Bürgermeister von Salinas. Eine weitere Kandidatur war aufgrund einer Amtszeitbeschränkung nicht möglich.
Nach drei Legislaturperioden schied Peter Frusetta, wegen seines markanten Cowboyhutes auch "Cowboy in the Capitol" genannt, aus der State Assembly aus. 2002 scheiterte sein Versuch in den Senat von Kalifornien einzuziehen bereits bei der Vorwahl.